# Commission de classification des œuvres cinématographiques
 (août 2022).
Améliorez-le ou discutez des points à vérifier. 
La Commission de classification des œuvres cinématographiques est une commission française visant à classifier les films et leurs bandes-annonces selon l'âge du public autorisé pour l'exploitation en salles. Elle est issue de la Commission de contrôle du Centre national du cinéma et de l'image animée (CNC), instituée le 3 juillet 1945.
Elle peut en outre recommander l'interdiction totale du film ou préconiser des avertissements sur le contenu ou la particularité d'une œuvre,.
De nature consultative, son avis est requis par le ministre de la Culture en préalable à l'octroi d'un visa d'exploitation.

## Différentes classifications

### Au cinéma
- Tous publics
- Avertissement (peut être adjoint à n'importe quel classement)
- Interdit aux moins de 12 ans
- Interdit aux moins de 16 ans
- Interdit aux moins de 18 ans non classé X (réintroduit en 2000)
- Interdit aux moins de 18 ans classé X (liste)

### En DVD et Blu-ray
- Tous publics
- Public averti (déconseillé aux moins de 10 ans)
- Accord parental
- Interdit aux moins de 12 ans
- Interdit aux moins de 16 ans
- Interdit aux moins de 18 ans

### À la télévision
Les classifications à la télévision sont laissées à l'appréciation de la chaîne et décidées par l'ARCOM, selon le montage qu'elle diffuse (sauf pour les œuvres cinématographiques déjà classées). Quant aux restrictions, les pictogrammes « -10 », « -12 », « -16 » et « -18 » restent présents pendant toute la diffusion du film ou du programme par la chaîne.
Il existe cinq catégories :
- « Tous publics » ;
- « Déconseillé aux moins de 10 ans » (anciennement « Accord parental souhaitable ») : le programme contient des images qui peuvent heurter la sensibilité des plus jeunes. Exemples : les films dramatiques ou les documentaires ;
- « Déconseillé / interdit aux moins de 12 ans » (anciennement « Accord parental indispensable ») : le programme s'adresse à un public mature et montre des scènes sexuellement explicites et de violence physique ou psychologique crues. Exemples : les films de guerre ou les thrillers ;
- « Déconseillé / interdit aux moins de 16 ans » : le programme montre des images érotiques ou d'une violence purement sadique. La plupart des films d'horreur rentrent dans cette catégorie.
- « Déconseillé / interdit aux moins de 18 ans » : le programme montre des images pornographiques ou d'une violence insoutenable même pour un public adulte et averti ;

## Horaires de diffusion
Les programmes « Déconseillé aux moins de 10 ans » peuvent être diffusés toute la journée sauf dans les blocs d'émission jeunesse. Les programmes « Déconseillé aux moins de 12 ans » peuvent être diffusés à partir de 22h, sur les chaînes gratuites et toute la journée, sur les chaînes payantes. Les programmes « Déconseillé aux moins de 16 ans » ne peuvent être diffusés avant 22h30 sur les chaînes gratuites et 20h30 sur les chaînes payantes.
Les programmes « Interdit aux moins de 18 ans » sont soumis à des règles draconiennes, pour protéger les plus jeunes des contenus inappropriés :
- ils ne peuvent être diffusés qu'entre minuit et 5 h du matin uniquement sur les chaînes payantes, sauf pour les chaînes diffusant exclusivement des programmes pour adulte ;
- ces chaînes doivent être protégées par un code confidentiel à quatre chiffres appelé « code adulte ».

Source : solidarices.gouv.fr, chaîne Dailymotion de l’Arcom

## Fonctionnement de la commission

### Composition
La commission de classification des films est composée d'un président et de vingt-sept membres. Le président, membre du Conseil d'État, est nommé par un décret du Premier ministre pour un mandat de trois ans, renouvelable deux fois. Chacun des vingt-sept membres a deux suppléants. Tous sont réunis en quatre collèges, :
- les professionnels représentés par neuf membres ;
- les administrations qui ont en charge la police du cinéma : les ministères de la justice, de l’intérieur, de la famille, etc. ;
- des experts, médecins et psychiatres, car on considère que l’impact que peut avoir un film sur le jeune public nécessite une compétence en termes médical, médico-social, etc. ;
- des jeunes de 18 à 25 ans.

Ainsi que l'explique Yves Gounin, « la commission ne peut valablement délibérer que si la moitié de ses membres, soit quatorze, sont présents ».

### Étude des films
Tous les films qui sortent en salles doivent obtenir un visa ministériel, sans exception. Ils sont ainsi examinés par la commission, qui est décomposée en comités. Si ces comités estiment à l’unanimité ou à la quasi-unanimité que le film ne pose aucune difficulté et convient à tous les publics, alors le dossier est transmis, par l'intermédiaire du président, au ministre avec un avis de la commission pour un visa tous public ; c'est la grande majorité des films.
Dans le cas des films qui posent problème, qui entraînent une proposition d'interdiction par au moins deux membres, ils sont automatiquement inscrits à l’ordre du jour de la commission de classification des films qui se réunit deux fois par semaine. Les films sont visionnés dans leur intégralité. Yves Gounin explique que « la France a une approche de la classification que nous pourrions qualifier de holiste : nous ne sommes pas dans une approche quantitative du nombre de scènes litigieuses, de la nudité plus ou moins totale de tel ou tel corps… Nous considérons qu’un film doit s’apprécier dans son ensemble ».
À l'issue du visionnage, un débat s'ouvre, qui aboutit à un consensus sans vote ou, dans le cas d'oppositions marquées, à un vote à majorité simple.

### Présidents de la commission
La présidente actuelle de la commission de classification des films est Françoise Tomé, nommée par décret du 22 mars 2019, renouvelée par décret du 15 mars 2022.
- Depuis 2019 : Françoise Tomé
- 2018-2019 : Yves Gounin
- 2017-2018: Marie-Anne Lévêque
- 2012-2017 : Jean-François Mary
- 2011-2012 : Edmond Honorat[11]
- 2010-2011 : Emmanuel Glaser[11]
- 2004-2010 : Sylvie Hubac[12]
- 2001-2004 : Francis Delon[13]

## Histoire

### 3 juillet 1945
Une commission de contrôle des films cinématographiques est instituée le 3 juillet 1945. Présidée par le conseiller d'État Georges Huisman puis à partir de 1968 par Henry de Ségogne, elle censure de la Libération jusqu'en 1975 près de 3 000 longs-métrages : la censure peut aller à l'interdiction totale (405 œuvres sur cette période, toutes des films étrangers) ou partielle aux mineurs (comme pour La Religieuse, Easy Rider ou Orange mécanique), malgré l'autorisation préalable obligatoire accordée par une sous-commission de pré-censure.

### loi du 30 décembre 1975: création de la classification des films pornographiques
Élu président en 1974, le président Valéry Giscard d'Estaing met fin à la censure des films pornographiques, avant qu'une loi l'année suivante réglemente les films sur le sujet, le classement X.
En 1975, la classification des œuvres cinématographiques en France était régie par la Commission de classification des œuvres cinématographiques[réf. nécessaire]. Cette commission avait pour mission de classifier les films et leurs bandes-annonces selon l’âge du public autorisé pour l’exploitation en salles.
Les classifications possibles étaient les suivantes : tous publics, interdit aux moins de 12 ans, interdit aux moins de 16 ans, interdit aux moins de 18 ans, et classement X pour les films pornographiques ou d’incitation à la violence, interdits aux mineurs[réf. nécessaire]. Ces classifications visaient à protéger les spectateurs, en particulier les mineurs, des contenus potentiellement inappropriés ou choquants. Ce classement a été introduit par le décret du 31 octobre 1975 puis par les articles 11 et 12 de la loi du 30 décembre 1975 (loi de finances pour 1976). Lors des débats à l'Assemblée nationale, le député UDR du Val-de-Marne Robert-André Vivien fait à cette occasion un lapsus : « M. le ministre, durcissez votre sexe ! Euh pardon, votre texte ! ».
Cette loi, abrogée par l'article 9 de l'ordonnance no 2009-901 du 24 juillet 2009, taxait plus lourdement ces films que les autres (TVA majorée, prélèvement de 20 % sur les bénéfices pour soutenir les films « de qualité »), et les exclut, ainsi que le réseau de salles spécialisées qui les diffusent, de toute subvention publique. Mais elle ne précise pas ce qu'est un film pornographique ou incitant à la violence. Le classement X est attribué par une « commission du classement des œuvres cinématographiques » du CNC, dont la composition est détaillée dans un décret du 23 février 1990.
L'article L311-2 du Code du cinéma et de l'image animée issu de l'ordonnance no 2009-901 du 24 juillet 2009 est venu remplacer ces anciens articles. Désormais, les films à caractère pornographique ou d'incitation à la violence, ne pourront recevoir d'aide sélective, de plus, les établissements spécialisés dans la diffusion de films à caractère pornographique ne pourront recevoir d'aide automatique ou sélective.

### Décret du 8 février 2017: fin du critère automatique de la scène de sexe non simulée
Le 8 février 2017, un décret réforme la classification des films, en retirant tout critère objectif et automatique pour laisser une plus grande liberté d'appréciation des œuvres : « Lorsque l'œuvre ou le document comporte des scènes de sexe ou de grande violence qui sont de nature, en particulier par leur accumulation, à troubler gravement la sensibilité des mineurs, à présenter la violence sous un jour favorable ou à la banaliser, le visa d'exploitation ne peut s'accompagner que de l'une des mesures prévues au 4e et au 5e du I ».
Jean-François Mary, alors président de la commission, explique que cette modification juridique est provoquée par les nombreuses actions intentées par l'association Promouvoir, qui vise à durcir les interdictions de certains films. Jean-François Mary a ainsi introduit son rapport, non seulement par un rappel des polémiques récentes, mais encore par le travail réel de la commission qu'il préside : « Les controverses qu’ont suscités dans l’actualité récente les films dont la projection en salle a été interdite aux mineurs de seize ou à ceux de dix-huit ans ne doivent pas masquer la faible part qu’ils occupent dans l’ensemble des visas d’exploitation délivrés par le ministre chargé de la culture sur avis de la commission de classification. […] Les recours devant le juge administratif n’ont concerné qu’un nombre de films n’atteignant pas la dizaine ».
Dans son entretien avec Pierre Monastier, Yves Gounin explique ainsi la fin du critère selon lequel les films qui présentent des scènes de sexe non simulées doivent faire automatiquement l’objet d’une interdiction aux moins de 18 ans, et son remplacement par la notion d'accumulation : « Vous mettez le doigt sur un terme précis, celui de l’accumulation de scènes, mais il n’est pas dit qu’une scène passerait, tandis que deux entraîneraient de facto une interdiction. On pourrait tout à fait interdire à une classe d’âge un film qui ne comporterait qu’une seule scène de sexe particulièrement traumatisante ! Le en particulier, dans un texte de droit, constitue une incise pour éclairer le texte, sans le contraindre ».